# Fjölnir
Ungmennafélagið Fjölnir, znany po prostu jako Fjölnir – islandzki wielosekcyjny klub piłkarski, mający siedzibę w Reykjavíku, w dzielnicy Grafarvogur. Został założony w 1988 jako Ungmennafélagið Grafarvogur, jednakże nazwę klubu zmieniono na obecną, gdyż inna drużyna miała już skrót UMFG.

## Sekcje sportowe
Ungmennafélagið posiada następujące sekcje:
- piłkarską
- koszykarską
- piłki ręcznej
- taekwondo
- karate
- tenisową
- szachową
- pływania
- lekkoatletyczną
- gimnastyczną

## Rekordy klubu
(aktualne na 29 maja 2013)
- Najwyższe zwycięstwo: 6:1 w wyjazdowym meczu przeciwko HK Kópavogur 7 lipca 2008[2]
- Najwyższa porażka: 0:6 w wyjazdowym meczu przeciwko Akraness 23 czerwca 2011[2][3].

### Bilans ligowy od sezonu 2000
| Sezon | Liga     | Pozycja | Punkty | Bramki | Uwagi  |
| ----- | -------- | ------- | ------ | ------ | ------ |
| 2000  | IV liga  | 2       | 28     | 31:10  |        |
| 2001  | IV liga  | 2       | 26     | 40:28  |        |
| 2002  | IV liga  | 1       | 40     | 44:24  | awans  |
| 2003  | III liga | 2       | 40     | 60:26  | awans  |
| 2004  | II liga  | 7       | 22     | 27:32  |        |
| 2005  | II liga  | 4       | 22     | 29:34  |        |
| 2006  | II liga  | 3       | 29     | 23:15  |        |
| 2007  | II liga  | 3       | 45     | 61:29  | awans  |
| 2008  | I liga   | 6       | 31     | 39:33  |        |
| 2009  | I liga   | 12      | 15     | 27:47  | spadek |
| 2010  | II liga  | 4       | 40     | 42:28  |        |
| 2011  | II liga  | 5       | 32     | 34:38  |        |
| 2012  | II liga  | 7       | 29     | 39:26  |        |

| Oznaczenie kolorami |
| ------------------- |
| I poziom ligowy     |
| II poziom ligowy    |
| III poziom ligowy   |
| IV poziom ligowy    |